# Euglossa townsendi
Euglossa townsendi là một loài Hymenoptera trong họ Apidae. Loài này được Cockerell mô tả khoa học năm 1904.